# 克里斯·阿蒙
克里斯托弗·阿瑟·阿蒙，MBE（英語：Christopher Arthur Amon，1943年7月20日—2016年8月3日）是一名新西兰的赛车手。阿蒙曾活跃在20世纪60年代至70年代的一级方程式赛车中，他被广泛认为是从未赢得过大奖赛的最出色的一级方程式车手之一。由于阿蒙的坏运气，马里奥·安德烈蒂曾开玩笑说：“如果他是个殡仪员，人们都不会死。”前法拉利技术总监毛罗·福尔基耶里称阿蒙是目前与其合作过的最好的测试车手，阿蒙有着成为世界冠军的全部素质，但坏运气阻止了这一切。
阿蒙在1974年短暂经营过自己的一级方程式车队。除了一级方程式赛车，阿蒙也在跑车赛中取得过成功，曾与布鲁斯·麦克拉伦一起赢得1966年勒芒24小时赛。